# Віконт Бангор

Герб віконтів Бангор.

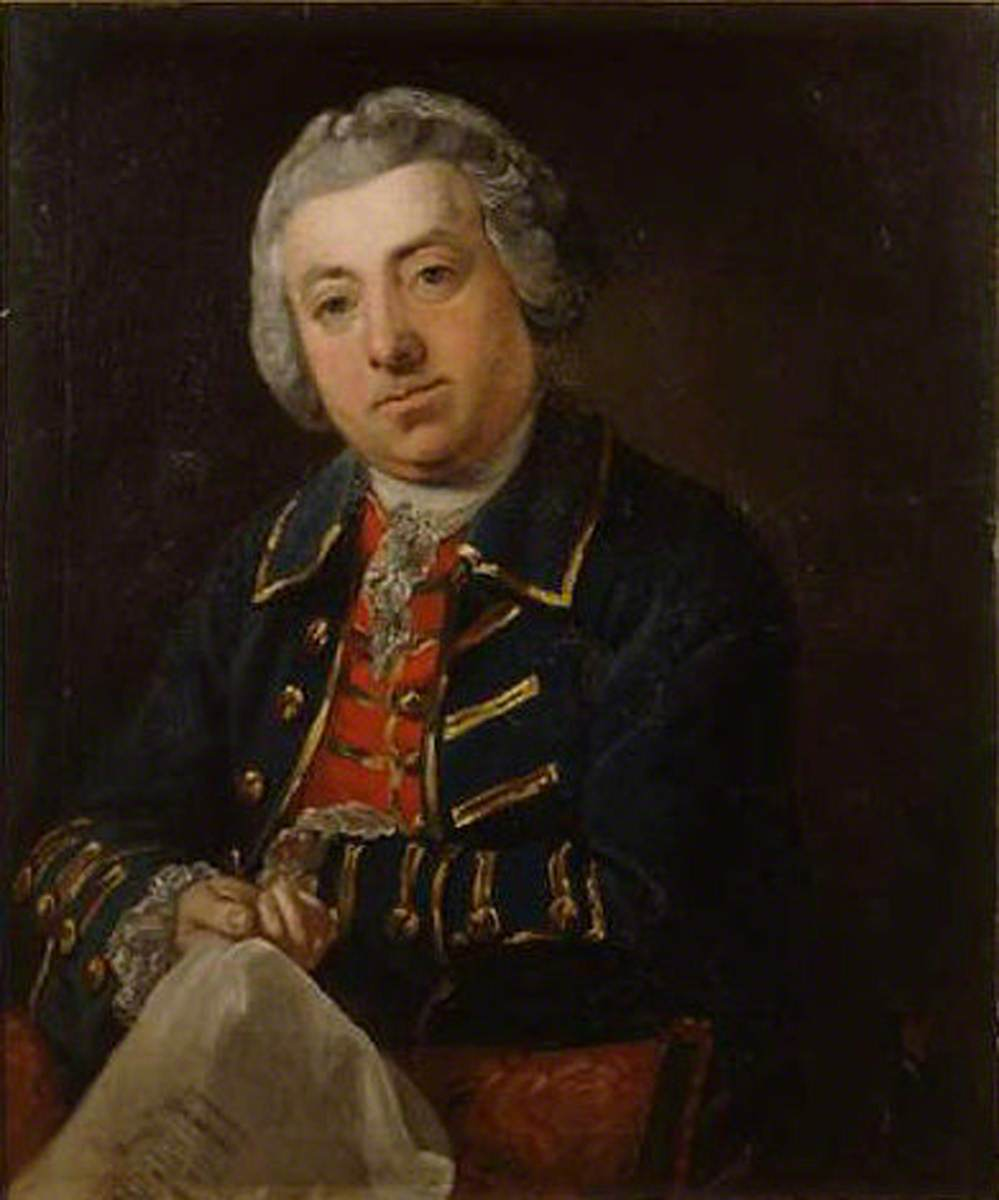
Бернард Ворд — І віконт Бангор.

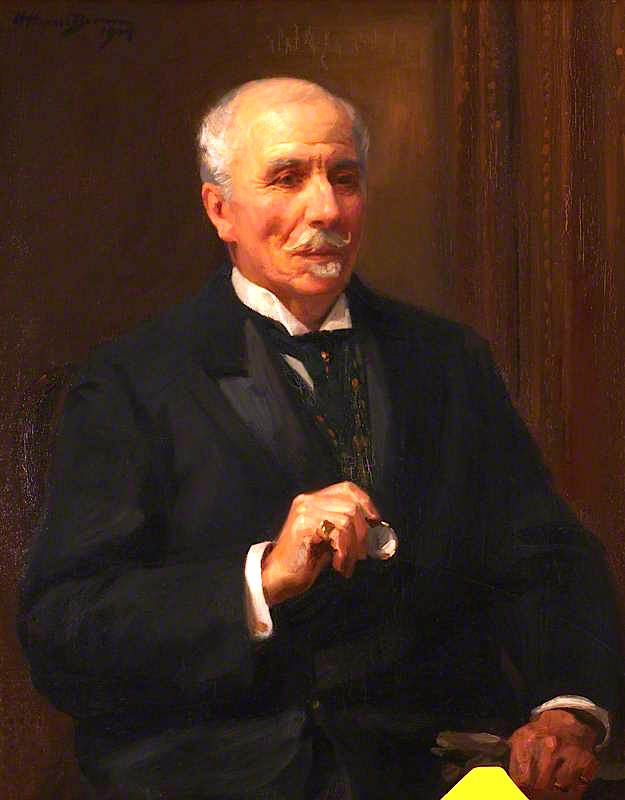
Генрі Ворд — V віконт Бангор.

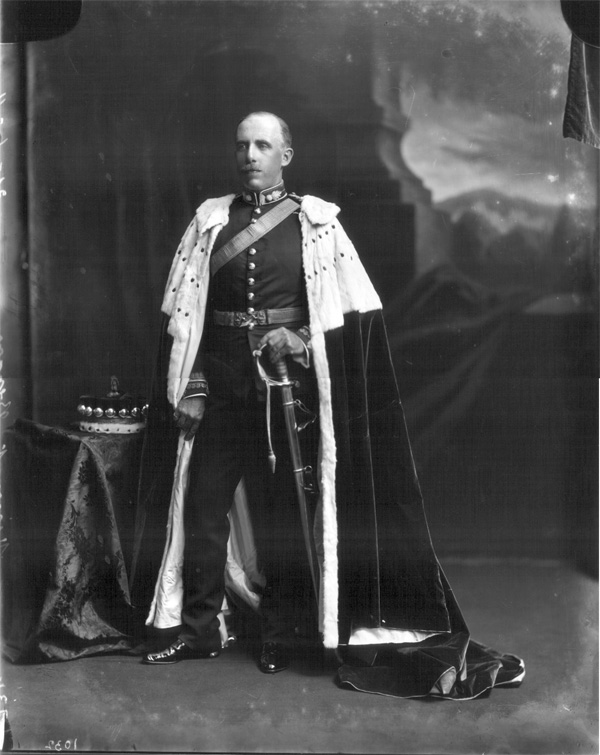
Максвелл Ворд — VІ віконт Бангор.

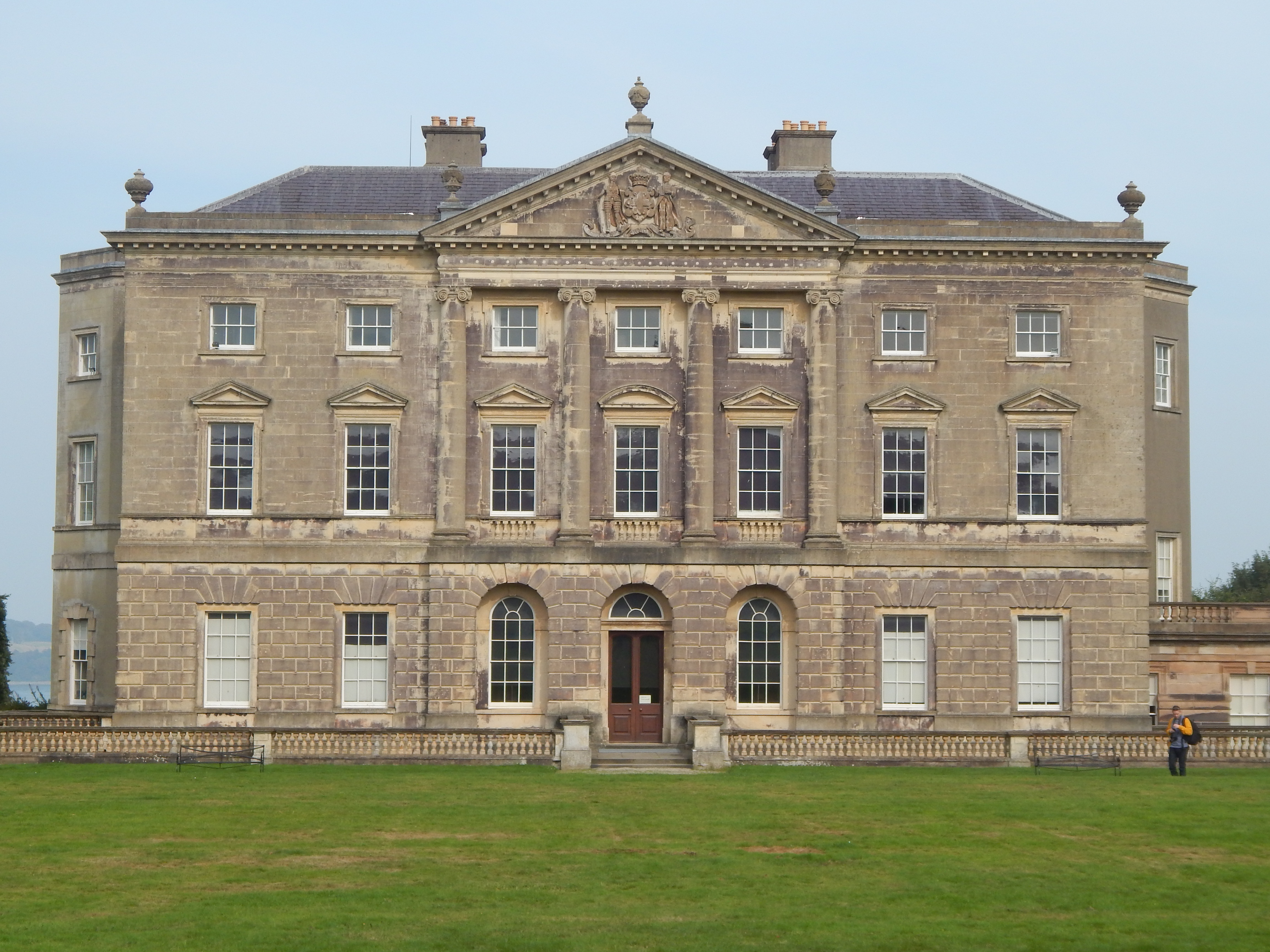
Замок Ворд — резиденція віконтів Бангор.

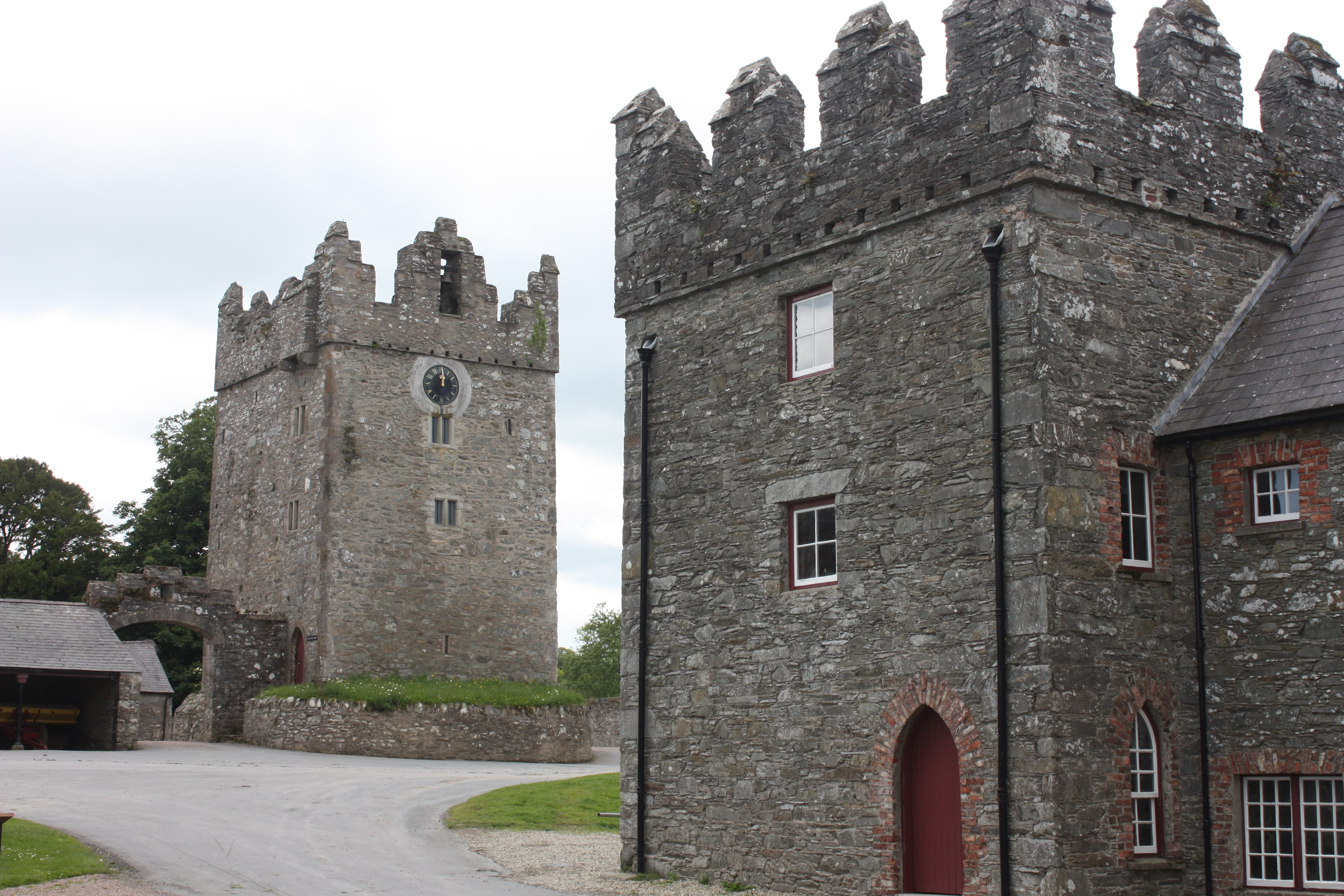
Старий замок Ворд — резиденція віконтів Бангор.

Віконт Бангор (англ. — Viscount Bangor) — аристократичний титул у перстві Ірландії.

## Гасло віконтів Бангор
Sub cruce salus — «Спасіння під хрестом» (лат.)

## Історія віконтів Бангор
Титул віконт Бангор з Кастл-Ворда, що в графстві Даун був створений в січні 1781 року в перстві Ірландії для Бернарда Ворда — І барона Бангор. На той час він був депутатом Палати громад парламенту Ірландії і представляв графство Даун. Крім того, його обирали депутатом у 1761 році від Кіллілі і в 1768 році від Бангора. У травні 1770 року він отримав титул барона Бангор з Кастл-Ворда, що в графстві Даун у перстві Ірландії. Він був єдиним сином Майкла Ворда з Кастл-Ворд, графство Даун — одного з суддів суду королівської лави, та його дружини Анни Катаріни Гамільтон — дочки Джеймса Гамільтона з Бангора та леді Софії Мордаунт. Бернард Ворд у грудні 1747 року одружився з леді Енн Мегілл — дочкою Джона Блая — І графа Дарнлі і його дружини Теодосії Блай — Х баронеси Кліфтон (вдови Роберта Мегілла з Гілл-Холлу), і мав з нею чотирьох синів і чотирьох дочок. Бернард Ворд помер у віці 61 року у своїй резиденці — в замку Кастл-Ворд. Титули успадкував його старший син Майкл, пізніше визнаний божевільним. І його третій син Едвард, і його четвертий син Роберт були депутатами в парламенті Ірландії. На початку 1760-х років Бернард Ворд перебудував замок Кастл-Ворд у стилі, який був компромісом між його улюбленим класичним стилем та улюбленим готичним стилем його дружини. Він також розширив маєток, купивши прилеглу землю і переобладнав його у більш відкритому стилі з оленячим парком.
Титул успадкував його син, що став ІІ віконтом Бангор. Він здобув освіту в Крайст-Черч, Оксфорд, де завершив навчання в 1769 році. Він став депутатом парламенту Ірландії в 1771 році і був депутатом до 1776 року. Але був визнаний божевільним в 1785 році і був взятий під опіку спеціальною постановою Палати лордів парламенту Ірландії за петицією його брата Едварда та його дядька сера Джона Парнелла — ІІ баронета Парнелл. Він помер в своїй резиденції в Кастл-Ворд у віці 76 років так і не одружившись.
Титул успадкував його молодший брат, що став ІІІ віконтом Бангор. Його старший син — Едвард Ворд успадкував титул і став IV віконтом Бангор. Він був депутатом Палати лордів парламенту Об'єднаного Королівства Великобританії та Ірландії як представник Ірландії в 1855—1881 роках. Належав до партії консерваторів. Він народився в Лондоні, він був сином Едварда Ворда — ІІІ віконта Бангор та його дружини Гаррієт Маргарет Максвелл — другої дочки Генрі Максвелла — VI барона Фарнема. У 1837 році, у віці лише десяти років, Едвард Ворд успадкував титул віконта від свого батька. Він здобув освіту в Ітонському коледжі, а потім пішов вчитися до Трініті-коледжу, Кембридж. Він служив заступником лорд-лейтенанта графства Даун, а в 1855 році Едвард Ворд був обраний депутатом до Палати лордів. Едвард Ворд помер у Брайтоні, не одружений, але, за чутками, мав позашлюбного сина, народженого в 1856 році, на ім'я Едвард Террі Уорд.
Титул успадкував його молодший брат Генріх, що став V віконтом Бангор. Він був депутатом парламенту і представляв Ірландію в 1886—1911 роках. Крім того, став відомим військовим діячем. Він був другим сином Едварда Ворда — ІІІ віконта Бангор та його дружини Гаррієт Маргарет Максвелл — другої дочки Генрі Максвелла — VI барона Фарнема. Генріх Ворд здобув освіту в школі регбі, а потім у Королівському військовому коледжі в Сандхерсті. У 1881 році він успадкував титул віконта від свого старшого брата Едварда. Генріх Ворд пішов на службу до британської армії в 1846 році і служив у 43-му (Монмутширському) піхотному полку. Він воював у колоніальних війнах в Південній Африці і пішов у відставку в 1854 році як капітан. У 1886 році Генріх Ворд був обраний депутатом Палати лордів парламенту Великобританії. Отримав посаду заступника лорд-лейтенанта графства Даун і посаду мирового судді графства Даун. 6 грудня 1854 року він одружився з ірландською вченою — ентомологом, мікроскопістом і письменницею Мері Кінг — двоюрідною сестрою астронома і натураліста Вільяма Парсонса — ІІІ графа Росс і сестрою фотографа-піонера Мері Росс. У пари було п'ять дочок і троє синів. Мері Ворд (уроджена Кінг) загинула в 1869 році в першій в історії автомобільній аварії, коли була пасажиром експериментального парового автомобіля, побудованого Россами в Парсонстауні. 8 квітня 1874 року Генрі Ворд одружився вдруге з Елізабет Еклз — єдиною дочкою майора Х'ю Еклза з Кронро. Його другий шлюб був бездітним. Уорд помер у віці 82 років у своїй резиденції Кастл-Ворд і був похований у Баллікатер через чотири дні.
Титул успадкував його молодший син Максвелл — єдиний син, що на той час був ще живий, що став VI віконтом Бангор. Він був відомим політиком та військовим. Він теж став депутатом парламенту і представляв Ірландію в 1913—1950 роках. Крім того, він був сенатором Сенату Північної Ірландії у 1921—1950 роках і був спікером Сенату Північної Ірландії в 1930—1950 роках. Був діячем партії Ольстерських Юніоністів. Він здобув освіту в школі Харроу та Королівській військовій академії в Вулвічі. 23 липня 1887 року Максвелл Ворд отримав звання другого лейтенанта Королівської артилерії, а 23 липня 1890 року — лейтенанта. 1 квітня 1898 року він отримав звання капітана, у лютому 1900 року призначений ад'ютантом дивізії, 10 жовтня 1900 року отримав посаду інструктора в школі артилерії. Звання майора отримав у 1906 році. Після смерті батька в 1911 році він успадкував титул віконта Бангор. Він пішов у відставку в 1912 році і командував резервною артилерією королівського гарнізону графства Антрім. У 1914 році після початку Першої світової війни знову пішов в армію. Нагороджений орденами. У 1905 році Максвелл Ворд одружився з Агнес Елізабет (уроджена Гамільтон), з якою мав одного сина і трьох дочок. Титул успадкував його син Едвард Ворд — журналіст, що зробив собі ім'я як іноземний кореспондент BBC. Максвелл Ворд помер у своєму будинку — в резиденції Кастл-Ворд у віці 82 років.
На сьогодні титул належить його онуку, що став VIII віконтом Бангор. Він успадкував титул від свого батька — журналіста Едварда Ворда в 1993 році.
Ніколас Ворд — прадід І віконта Бангор, Майкл Ворд — батько І віконта Бангор були депутатами Палати громад парламенту Ірландії і представляли графство Даун. Роберт Ворд — дядько Ніколаса Ворда отримав титул баронета Ворд в 1682 році. Ясновельможний Едвард Ворд — другий син І віконта Бангор теж був депутатом парламенту Ірландії від графства Даун. Едвард Волстенхолм Ворд — син Джона Петті Ворда — молодшого брата ІІІ віконта Бангор був депутатом Законодавчої ради Нового Південного Уельсу. Актриса Лалла Ворд — дочка VII віконта Бангор і колишня дружина професора Річарда Докінза.
Родовим гніздом віконтів Бангор є Кастл-Ворд, що біля Стенгфорду, що в графстві Даун.

## Барони Бангор (1770)
- Бернард Ворд (1719—1781) — І барон Бангор (нагороджений титулом віконт Бангор у 1871 році)

## Віконти Бангор (1771)
- Бернард Ворд (1719—1781) — І віконт Бангор
- Ніколас Ворд (1750—1827) — ІІ віконт Бангор
- Едвард Ворд (1790—1837) — ІІІ віконт Бангор
- Едвард Ворд (1827—1881) — IV віконт Бангор
- Генрі Вільям Кросбі Ворд (1828—1911) — V віконт Бангор
- Максвелл Річард Кросбі Ворд (1868—1950) — VI віконт Бангор
- Едвард Генрі Гарольд Ворд (1905—1993) — VII віконт Бангор
- Вільям Максвелл Девід Ворд (1948 р. н.) — VIII віконт Бангор

Імовірним спадкоємцем титулу є зведений брат теперішнього власника титулу його ясновельможність Едвард Ніколас Ворд (1953 р. н.). Передбачуваним спадкоємцем титулу є його двоюрідний брат Максвелл Колін Бернард Ворд (1949 р. н.) — праправнук третього віконта. Його спадкоємцем є старший син Чарльз Бернард Максвелл Ворд (1986 р. н.).